# Tour della nazionale maschile di rugby a 15 della Nuova Zelanda 1962
Il Tour della Nazionale di rugby a 15 della Nuova Zelanda 1962 fu una serie di incontri di rugby a 15 che vide protagonista la nazionale neozelandese in tournée in Australia.
Per la prima volta la Bledisloe Cup viene assegnata con incontri in entrambi i paesi: due in Nuova Zelanda e tre in Australia.
I Neozelandesi la manterranno con 4 vittorie e un pareggio.

## Risultati
| Bathurst 16 maggio 1962 | Central-Western Districts | 6 – 41 | Nuova Zelanda XV | Bathurst Ground |

| Sydney 19 maggio 1962 | New South Wales | 12 – 11 | Nuova Zelanda XV | Sports Ground |

| Brisbane 22 maggio 1962 | Queensland | 5 – 15 | Nuova Zelanda XV | Exhibition Ground |

| Arbitro: | Allan Finlay |

| |            | |
| c.p.: Scott 2 | Marcatori  | mete: MacEwan Tremain, B.Watt 2 trasf.: Don Clarke c.p.: Don Clarke Drop:Don Clarke |
| 15.Rod Phelps, 14.Stewart Boyce, 13.Beres Ellwood, 12.Peter Scott, 11.Lloyd McDermott, 10.Norm Storey, 9.Ken Catchpole, 8.Dick Thornett, 7.Terry Reid, 6.Ted Heinrich, 5.Paul Perrin, 4.Jim Miller, 3.Tony Miller, 2.Peter Johnson (c), 1.Jon White | Formazioni | 15.Don Clarke, 14.James Watt, 13.Terence O'Sullivan, 12.Ross Brown, 11.Rod Heeps, 10.Bruce Watt, 9.Desmond Connor, 8.David Graham, 7.Waka Nathan, 6.Kel Tremain, 5.Ian MacEwan, 4.Colin Meads, 3.Ian Clarke, 2.Denis Young, 1.Wilson Whineray (c) |

| Quirindi 30 maggio 1962 | Northern N.S.W. | 0 – 103 | Nuova Zelanda XV | Quirindi Ground |

| Newcastle 2 giugno 1962 | Newcastle | 6 – 29 | Nuova Zelanda XV | Sports Ground |

| Arbitro: | Roger Vanderfield |

| |            | |
| mete: Thornett trasf.:Scott | Marcatori  | mete: Nathan, Watt trasf.: Don Clarke c.p.: Don Clarke 2 |
| 15.Jim Lenehan (c), 14.Stewart Boyce, 13.Rod Phelps, 12.Peter Scott, 11.Lloyd McDermott, 10.Beres Ellwood, 9.Ken Catchpole, 8.Rob Heming, 7.John O'Gorman, 6.Ted Heinrich, 5.John Thornett, 4.Dick Thornett, 3.Tony Miller, 2.Peter Johnson, 1.Jon White | Formazioni | 15.Don Clarke, 14.James Watt, 13.Paul Little, 12.Terence O'Sullivan, 11.Rod Heeps, 10.Thomas Wolfe, 9.Desmond Connor, 8.David Graham, 7.Waka Nathan, 6.Kel Tremain, 5.Ian MacEwan, 4.Colin Meads, 3.Ian Clarke, 2.Denis Young, 1.Wilson Whineray (c) |

| Canberra 9 giugno 1962 | Southern N.S.W. | 6 – 58 | Nuova Zelanda XV | Northbourne Oval |

| Adelaide 13 giugno 1962 | South Australia | 0 – 77 | Nuova Zelanda XV | Norwood Oval |

| Melbourne 16 giugno 1962 | Victoria | 3 – 58 | Nuova Zelanda XV | Olympic Park |